# Административное деление Российской империи на 1 января 1852 года
Административное деление Российской империи на 1 (13) января 1852 года

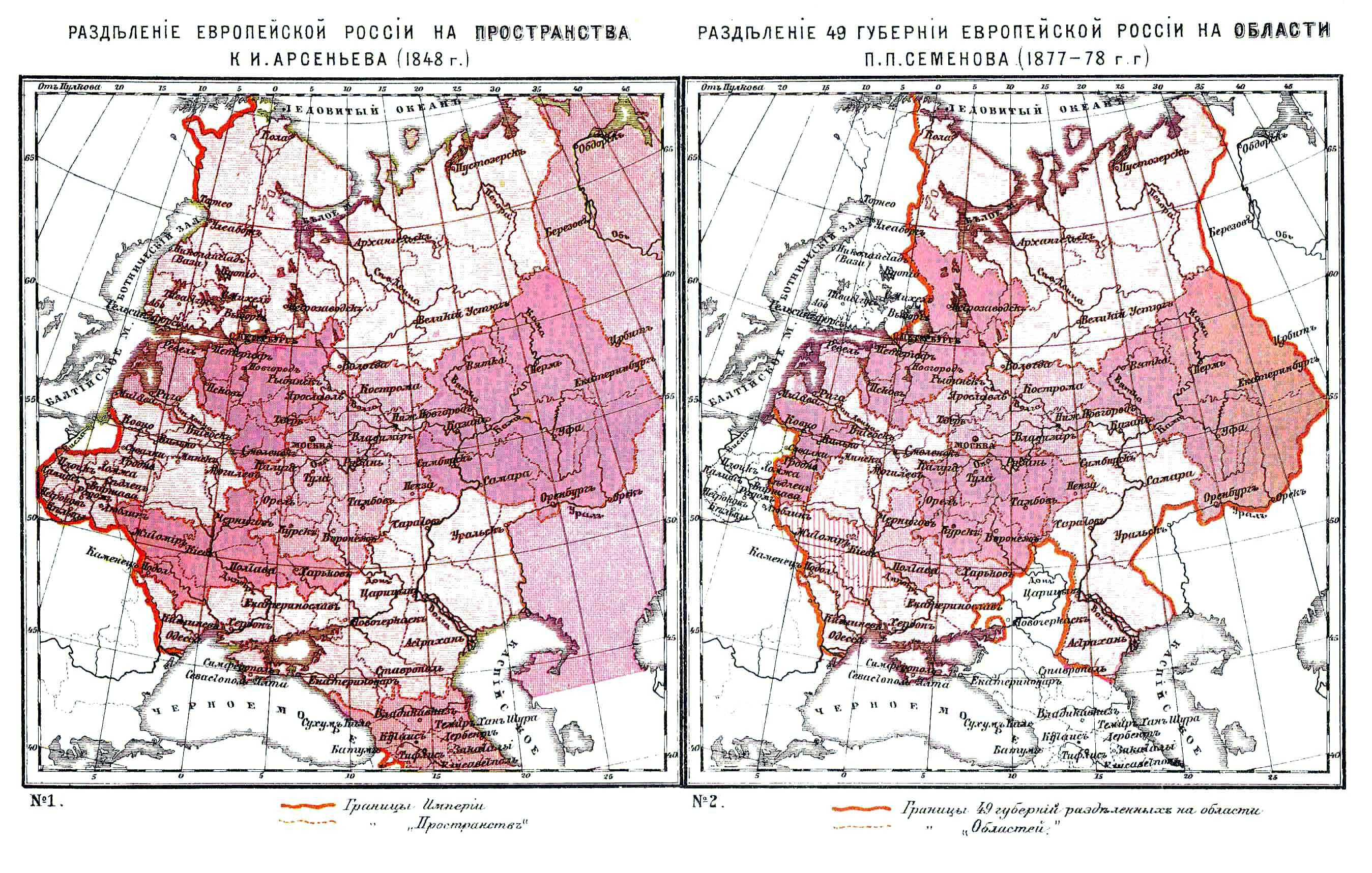
Деление на губернии в 1848–1878 годах

Российская империя по состоянию на 1 января 1852 года делилась на генерал-губернаторства, губернии, области и уезды
- Польское Царство и Финляндское княжество
- общее число генерал-губернаторств — 2
- общее число губерний — 57
- общее число областей на правах губернии — 5
- столица — город Санкт-Петербург
- отличия от административного деления на 1 июня 1847 года:
- вновь образованы:

1. Забайкальская область (1851 год) из части Иркутской губернии (2 округа: Верхнеудинский и Нерчинский)
2. Камчатская область (июнь 1849 года) из части Иркутской губернии (восстановлена)
3. Самарская губерния (1 (13) января 1851 года) из 3 уездов Оренбургской и 3 заволжских уездов Симбирской губерний
4. Эриванская губерния (9 (21) июня 1849 года) из Армянского округа

- список генерал-губернаторств:

1. Восточно-Сибирское генерал-губернаторство (центр — Иркутск)
  1. Енисейская губерния
  2. Иркутская губерния
  3. Забайкальская область
  4. Камчатская область
  5. Якутская область
2. Западно-Сибирское генерал-губернаторство (центр — Омск)
  1. Тобольская губерния
  2. Томская губерния
3. Кавказское наместничество (центр — Тифлис)
  1. Дербентская губерния
  2. Тифлисская губерния
  3. Шемахинская губерния
  4. Эриванская губерния

- список всех губерний:

1. Архангельская
2. Астраханская
3. Виленская
4. Витебская
5. Владимирская
6. Вологодская
7. Волынская
8. Воронежская
9. Вятская
10. Гродненская
11. Дербентская
12. Екатеринославская
13. Енисейская (центр — Красноярск)
14. Иркутская
15. Казанская
16. Калужская
17. Киевская
18. Ковенская
19. Костромская
20. Курляндская (центр — Митава)
21. Курская
22. Кутаисская
23. Лифляндская (центр — Рига)
24. Минская
25. Могилёвская
26. Московская
27. Нижегородская
28. Новгородская
29. Олонецкая
30. Оренбургская
31. Орловская
32. Пензенская
33. Пермская
34. Подольская
35. Полтавская
36. Псковская
37. Рязанская
38. Самарская
39. Санкт-Петербургская
40. Саратовская
41. Симбирская
42. Смоленская
43. Ставропольская
44. Таврическая
45. Тамбовская
46. Тверская
47. Тифлисская
48. Тобольская
49. Томская
50. Тульская
51. Харьковская
52. Херсонская
53. Черниговская
54. Шемахинская
55. Эриванская
56. Эстляндская (центр — Ревель)
57. Ярославская

- список областей:

1. Бессарабская область
2. Земля Войска Донского
3. Забайкальская область (центр — г. Чита)
4. Камчатская область
5. Якутская область